# Павлівська сільська рада (Калинівський район)
| Павлівська сільська рада — орган місцевого самоврядування у Калинівському районі Вінницької області з адміністративним центром у с. Павлівка. Сільській раді підпорядковані населені пункти: - с. Павлівка |

## Склад ради
Рада складається з 20 депутатів та голови.

## Керівний склад сільської ради
| ПІБ                             | Основні відомості                                                         | Дата обрання | Дата звільнення |
| ------------------------------- | ------------------------------------------------------------------------- | ------------ | --------------- |
| Гоменюк Володимир Володимирович | Сільський голова, 1962 року народження, освіта, безпартійний              | 26.03.2006   | 31.10.2010      |
| Кособуцький Віктор Васильович   | Сільський голова, 1980 року народження, освіта вища, член Партії регіонів | 31.10.2010   |                 |

Примітка: таблиця складена за даними джерела